# 圓光禪寺
圓光禪寺，通稱圓光寺、中壢圓光寺，是位於臺灣桃園市中壢區的法雲寺派佛寺，日治時期大正5年（1916年）由釋覺力禪師弟子、開山住持釋妙果（1884年—1963年）創建。

## 沿革

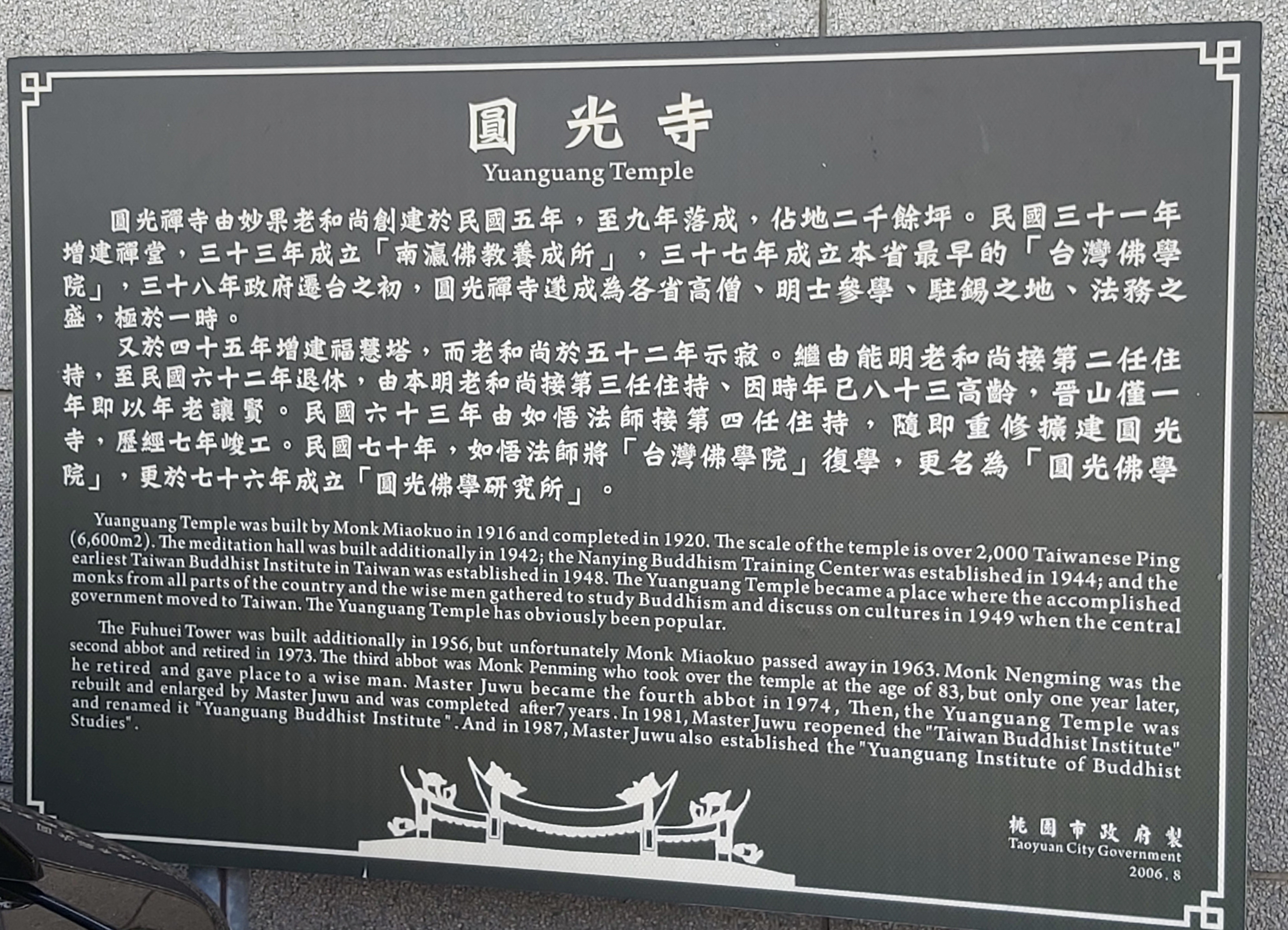
沿革

圓光禪寺由釋妙果開山興建於新竹州中壢郡中壢庄芝芭里字大路下65番地，當地人士邱阿興、邱葉梅妹夫婦捐獻土地10餘甲及銀圓7000餘元資助建廟，1920年竣工落成。依據〈圓光寺建立許可ノ件(葉妙果)〉，圓光禪寺前身為大正7年（1918年）8月7日許可設立的曹洞宗芝芭里布教所，當時建築僅有寮房、起居室。
大正15年（1926年）5月3日，經布教師補（助理布教師）葉妙果（即釋妙果）與信徒代表邱石養、陳貴邦、曾安祥、謝乾俊等四人聯署，檢附曹洞宗大本山別院管理水上興基的添書（附函）、土地台帳謄本、預算書、曹洞宗管長興井石禪所發給的寺院創立承認書等相關資料向臺灣總督府提出「寺院建立許可」，並在同年6月18日函覆申請通過。另一方面，寺院建立許可提到，圓光寺的信徒於當時有本島人士4000人、日籍人士20人。1942年增建禪堂，全域佔地2000餘坪。1948年，釋妙果在圓光禪寺創立全臺最早的佛學院「臺灣佛學院」，禮聘當時駐錫新加坡的釋慈航主持院務。1952年增建「福慧塔」。1963年釋妙果圓寂，嗣後釋能明、釋本明先後繼為住持。
1974年，釋如悟出任第四任住持，任內興工重修、擴建禪寺大雄寶殿、後殿、禪房及山門、圍牆等殿宇建築，工程歷時七年於1980年告竣，佛學院亦於隔年7月復學、更名為「圓光佛學院」，始招收新加坡、馬來西亞等外籍人士。1987年，「圓光佛學研究所」成立，隔年在禪寺西方增置4公頃餘地增設校本部學區。1990年增設「禪修部」。1993年春，具中國高旻寺禪堂風格的禪堂大樓落成，兩年後禮請高旻寺西堂首座明初老和尚擔任禪堂堂主。2002年成立「淨宗研修部」，培育淨土宗研修人才。2008年，新建「圓光男眾佛學院」落成。
2011年4月，第四任住持釋如悟辭職退居，由入室弟子釋性尚繼為第五任住持。2012年，「圓光弘化館」落成啟用。2018年4月，弘化館華嚴殿落成啟用。2023年12月31日，該寺附設「湧泉圖書館」落成啟用並對外開放。2024年9月18日，第四任住持釋如悟在該寺「正道講堂」圓寂。

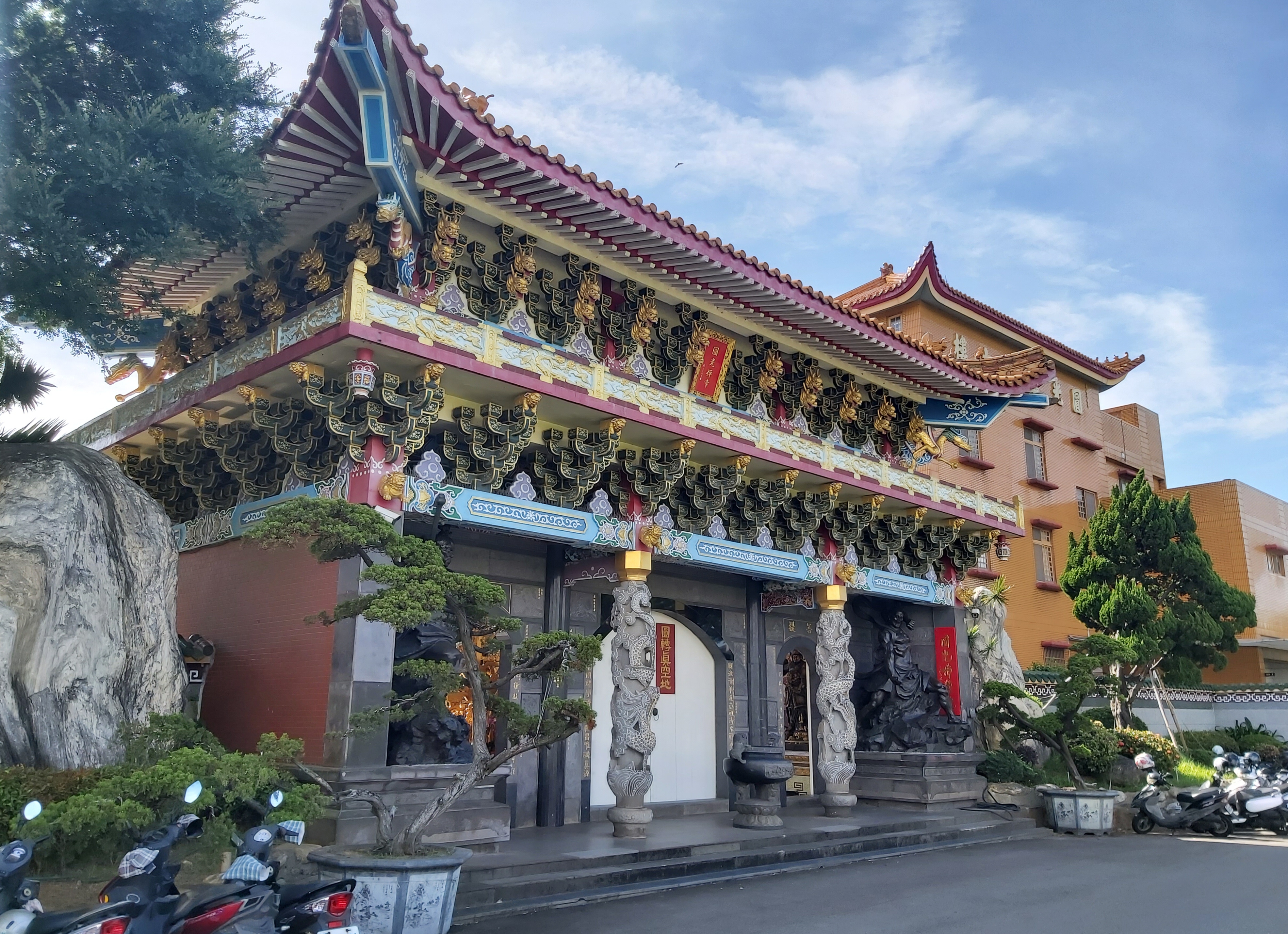
山門
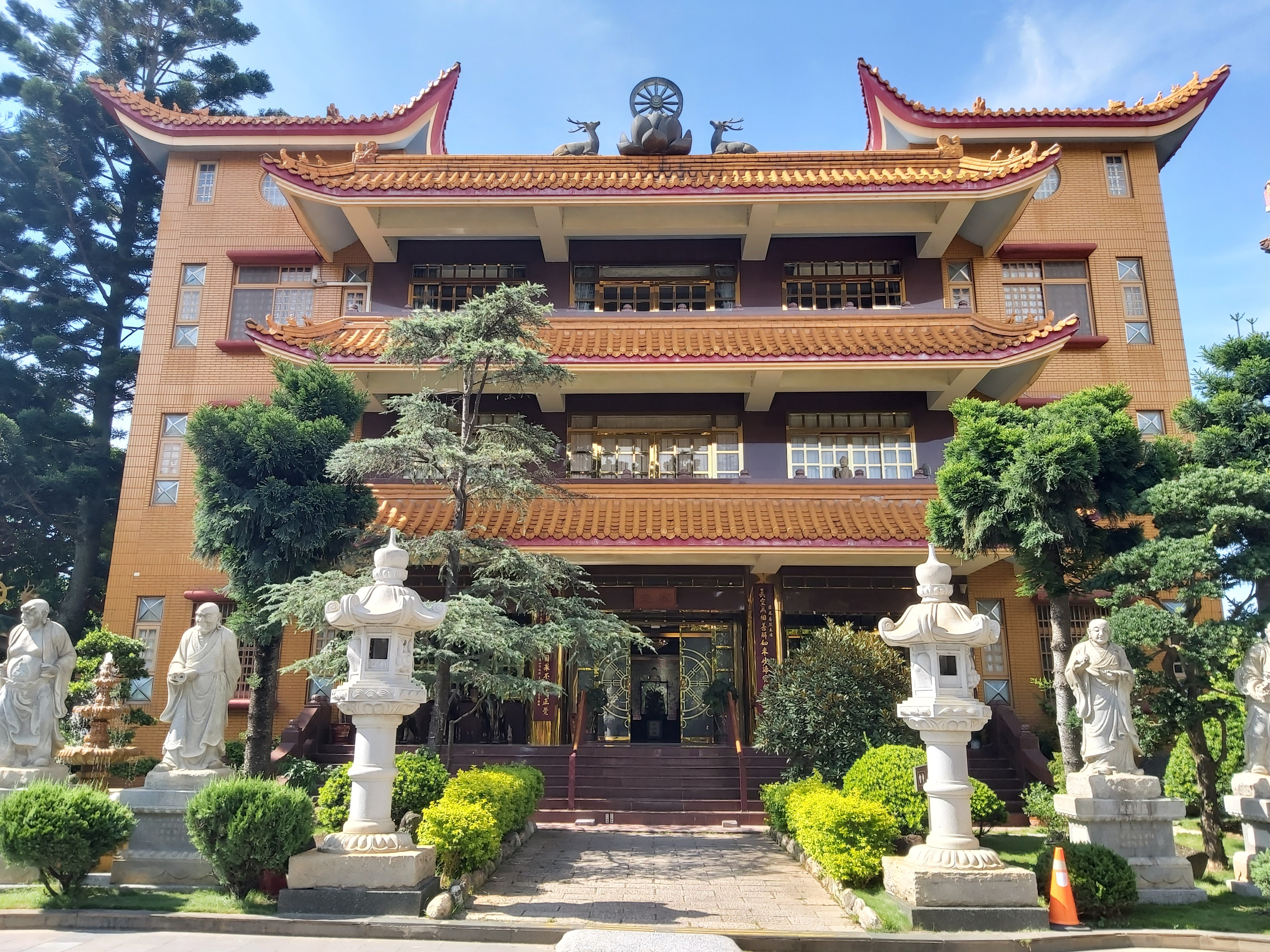
客堂 (普照大樓)
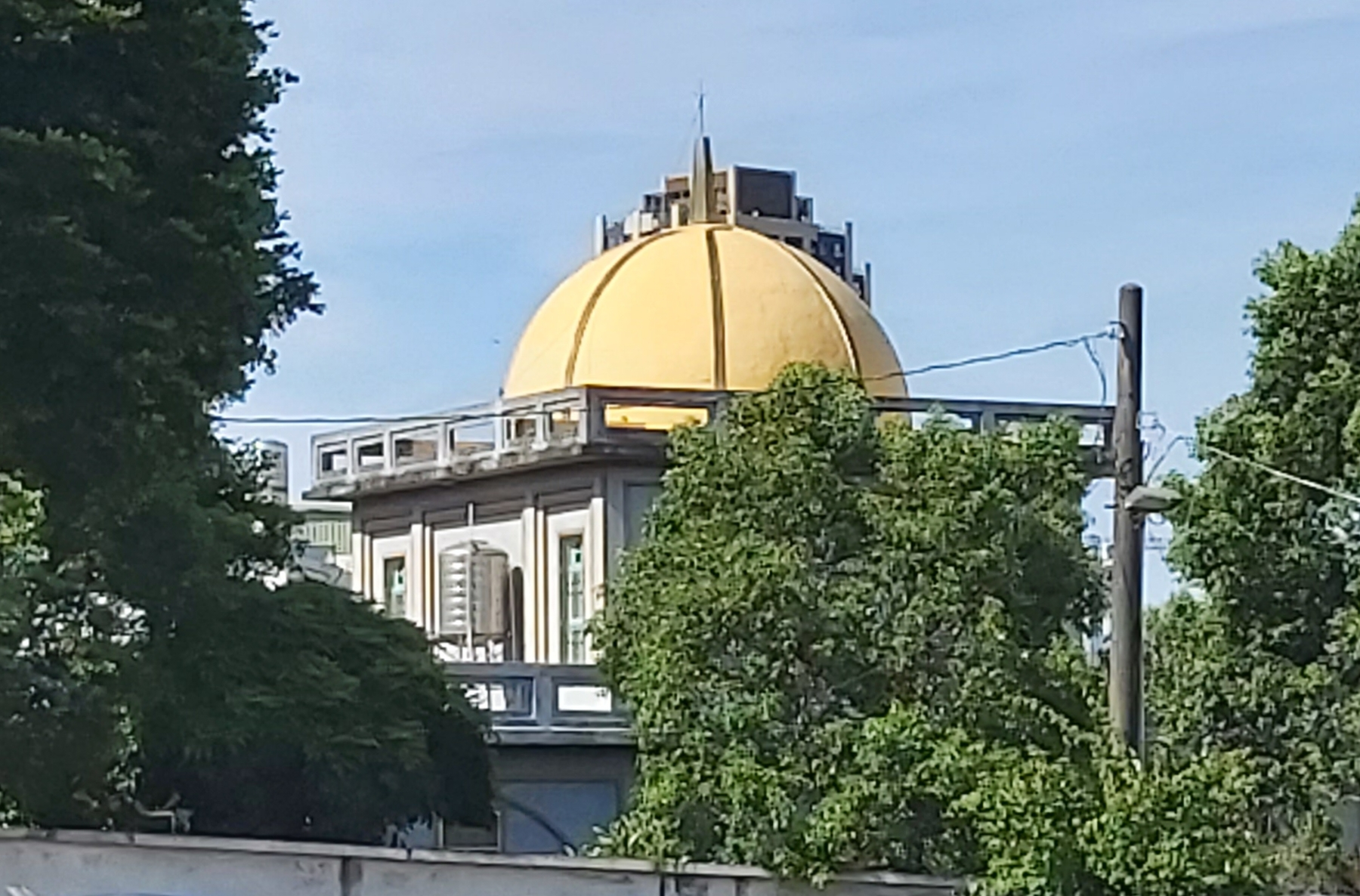
福慧塔
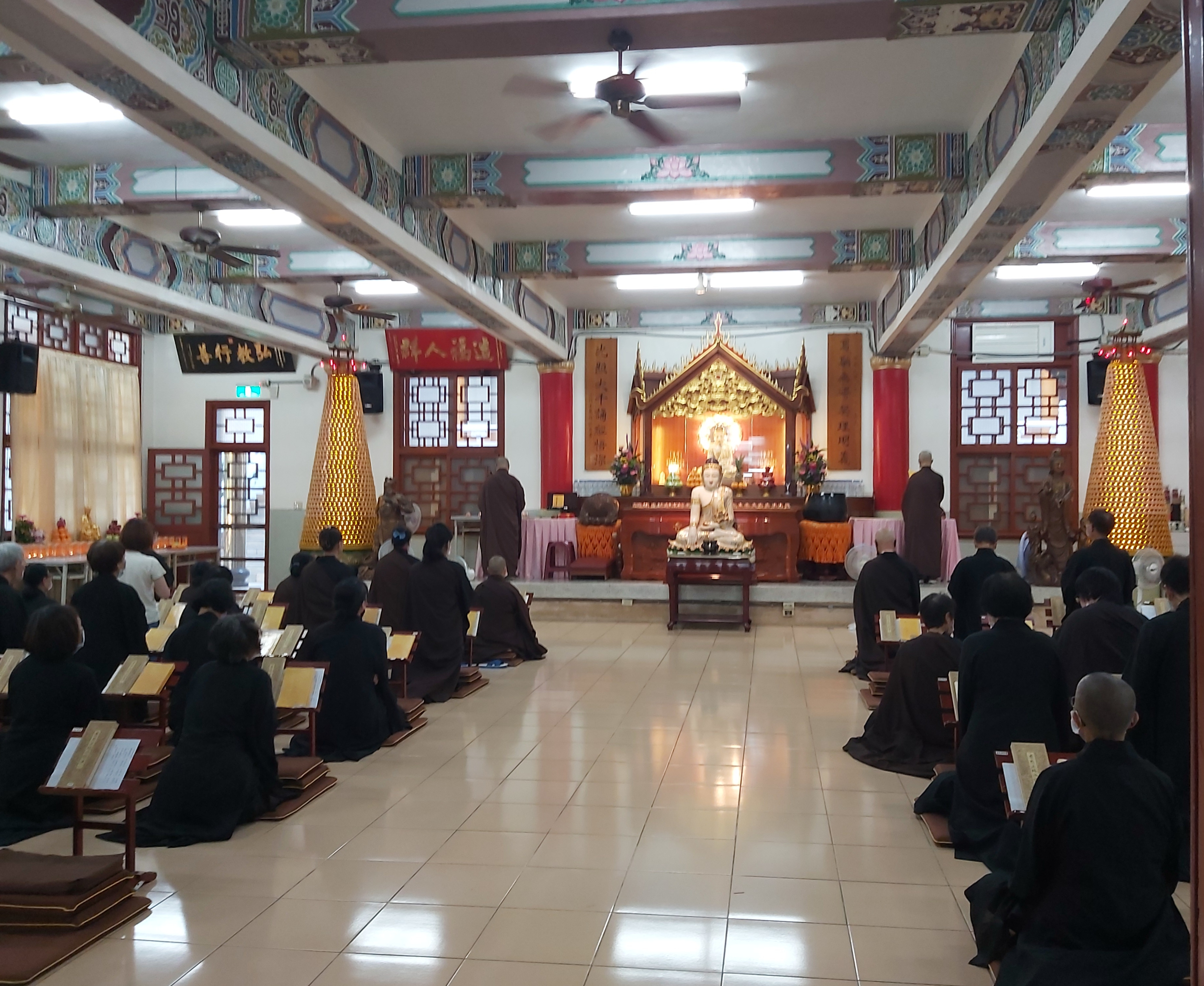
正道講堂

## 建築概要

### 圓光禪寺（本山）

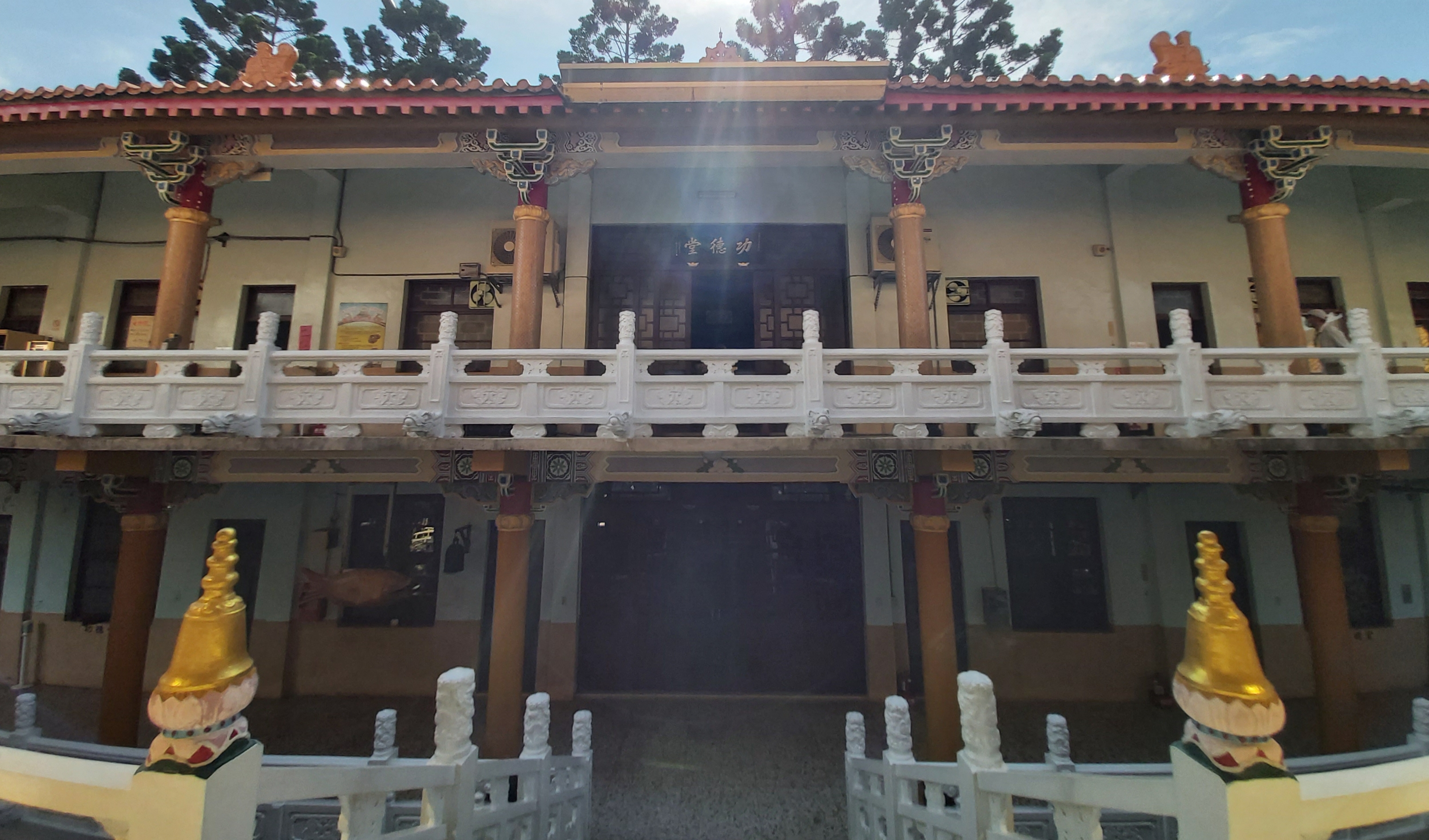
功德堂
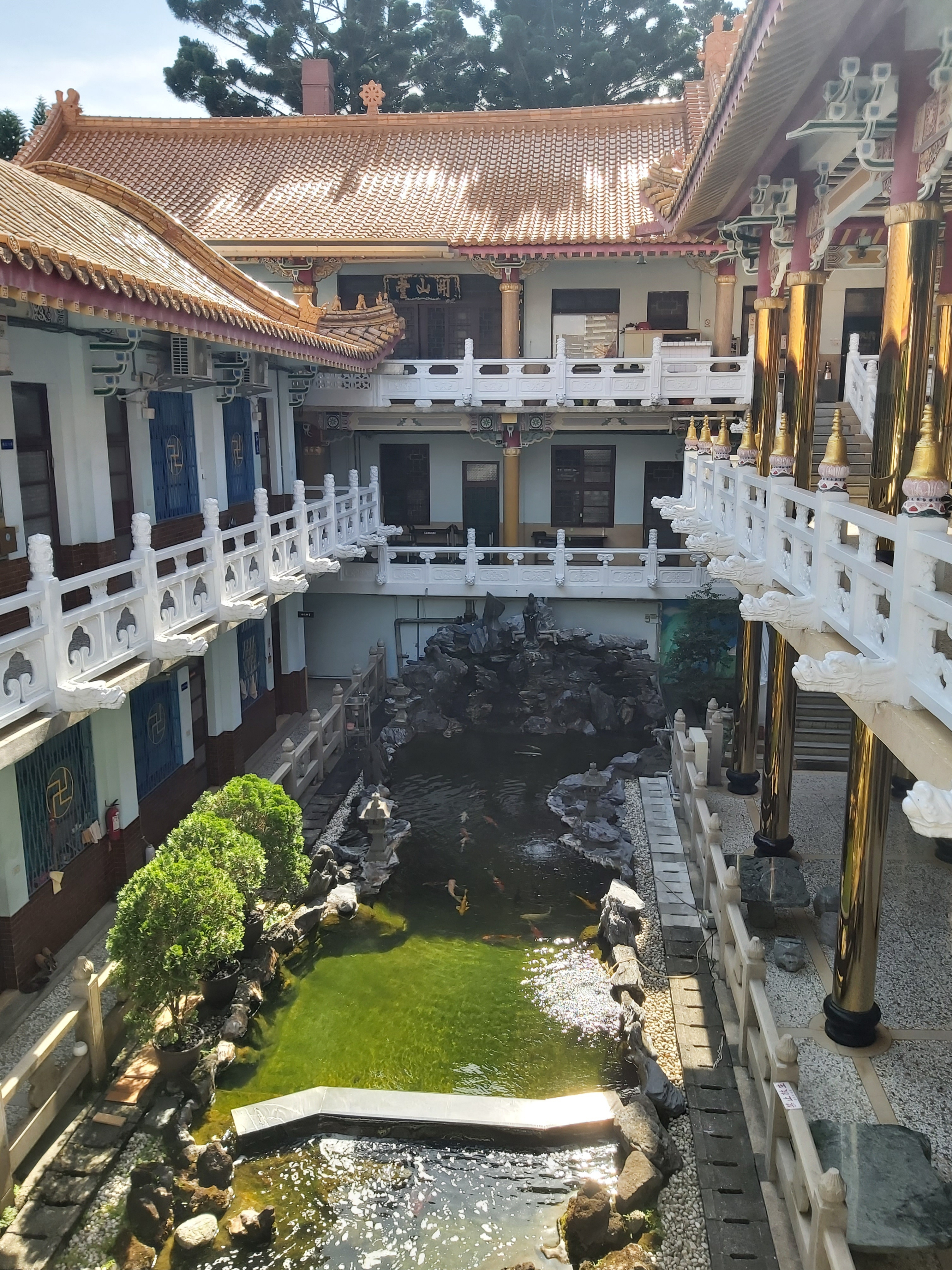
開山堂、魚池
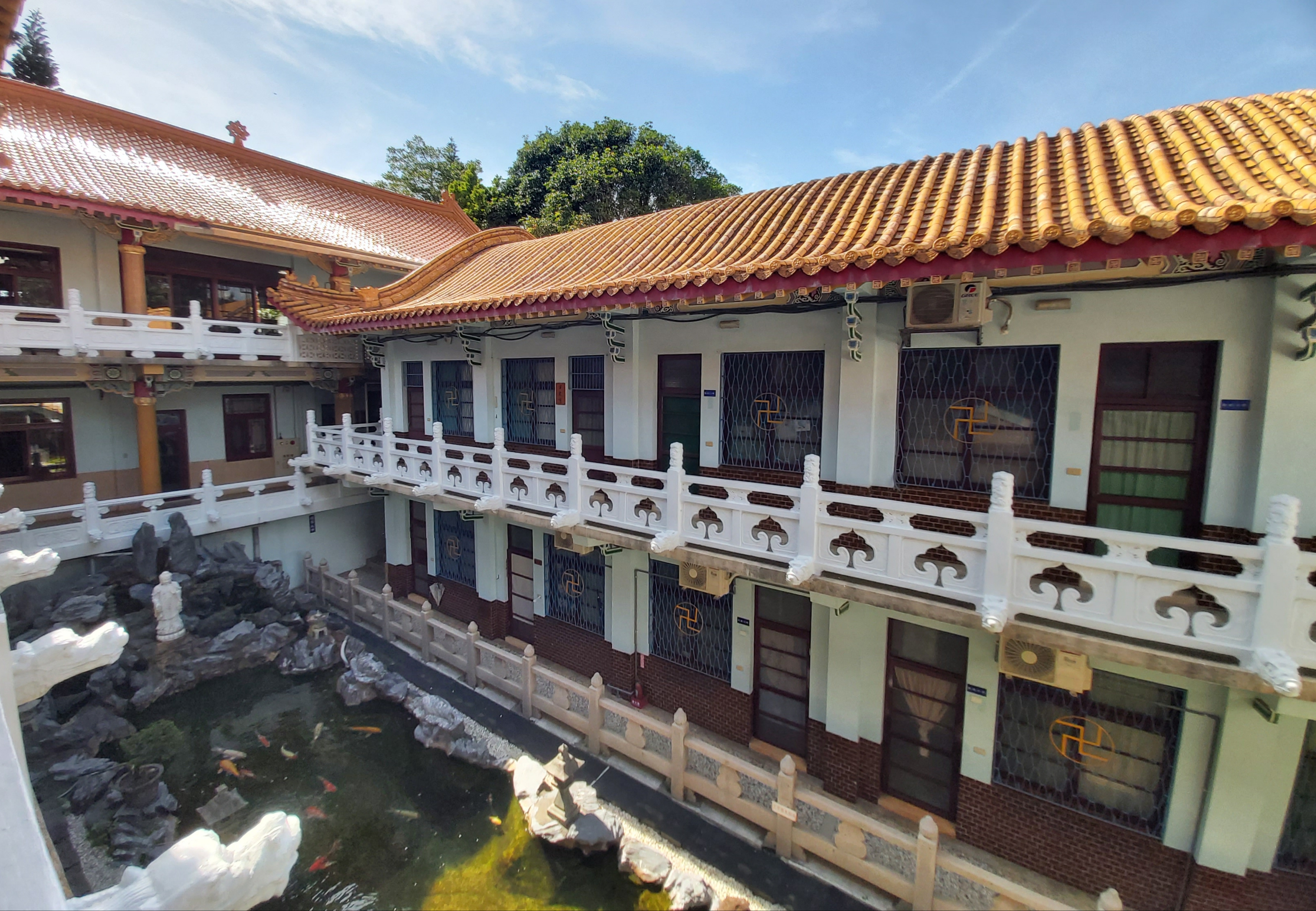
寮房

圓光禪寺建築遵照傳統叢林規制規劃設計，圍牆白牆綠瓦，大殿採中國北方宮殿式建築設計，域內附設庭園，側門上塑有斑鹿盤踞法輪像。山門內供奉以布袋和尚為造形的彌勒佛與韋馱護法；大雄寶殿前石階正中塑有九龍盤旋雕像，上方立有一觀世音菩薩立像

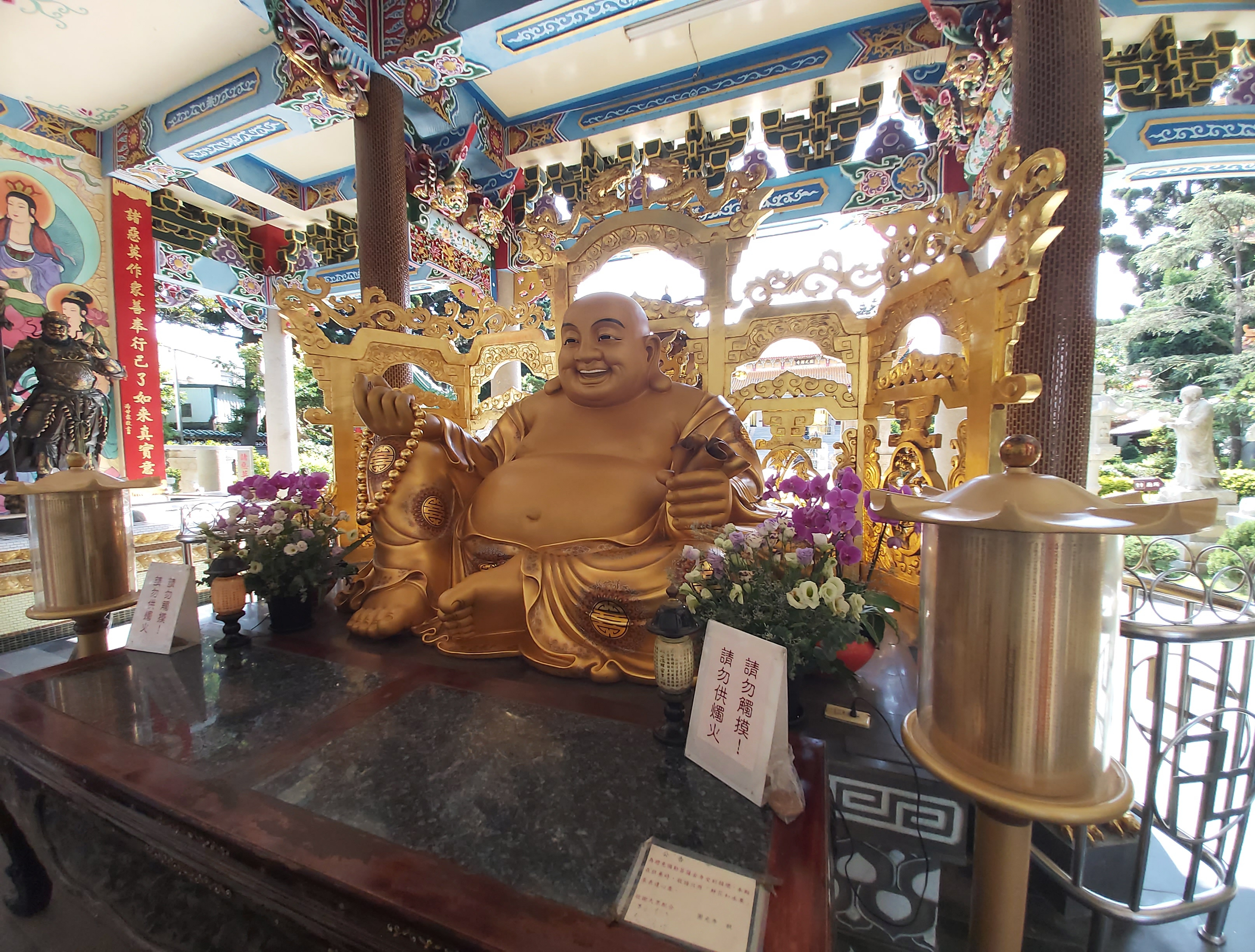
彌勒像
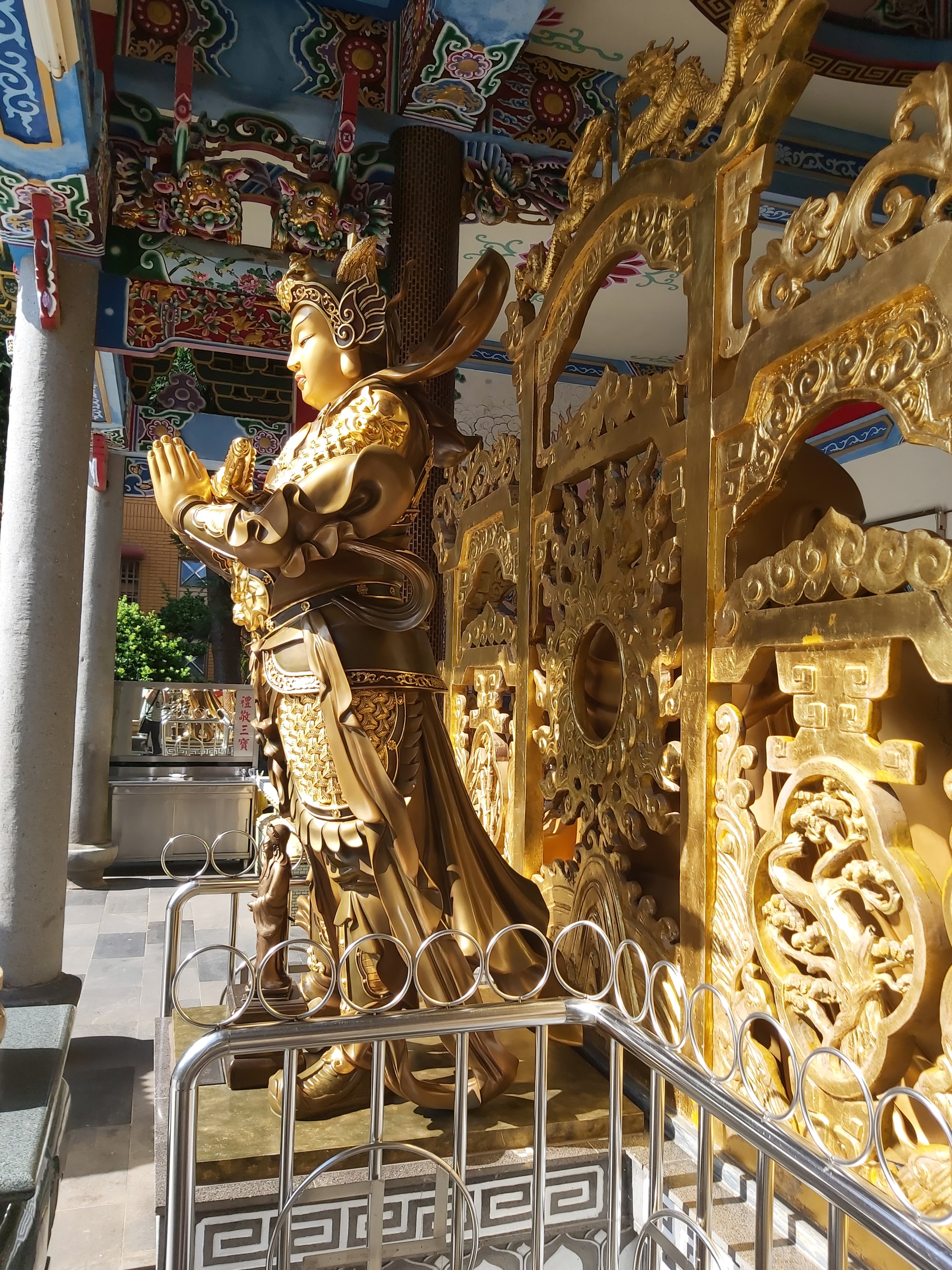
韋馱像
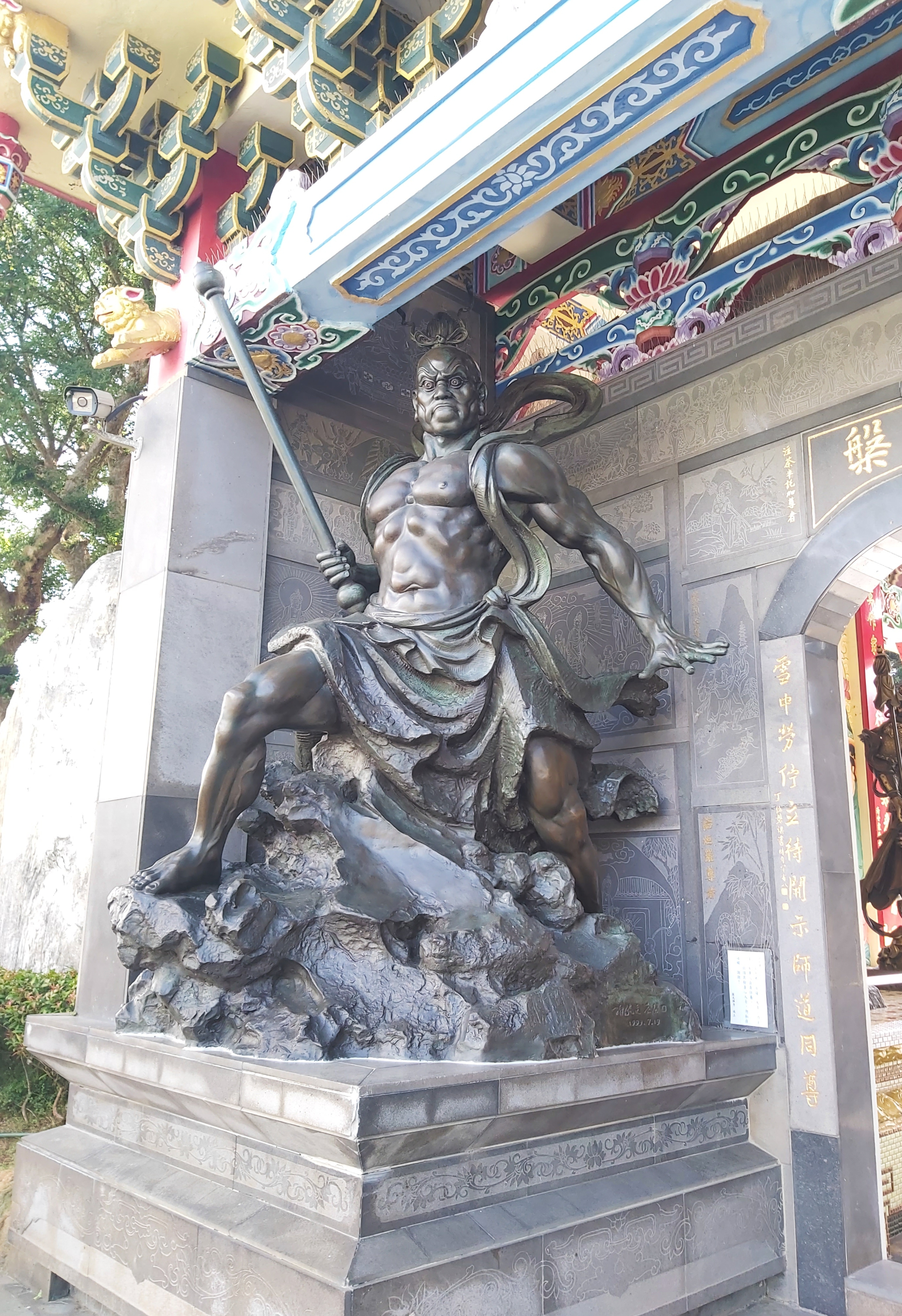
金剛力士
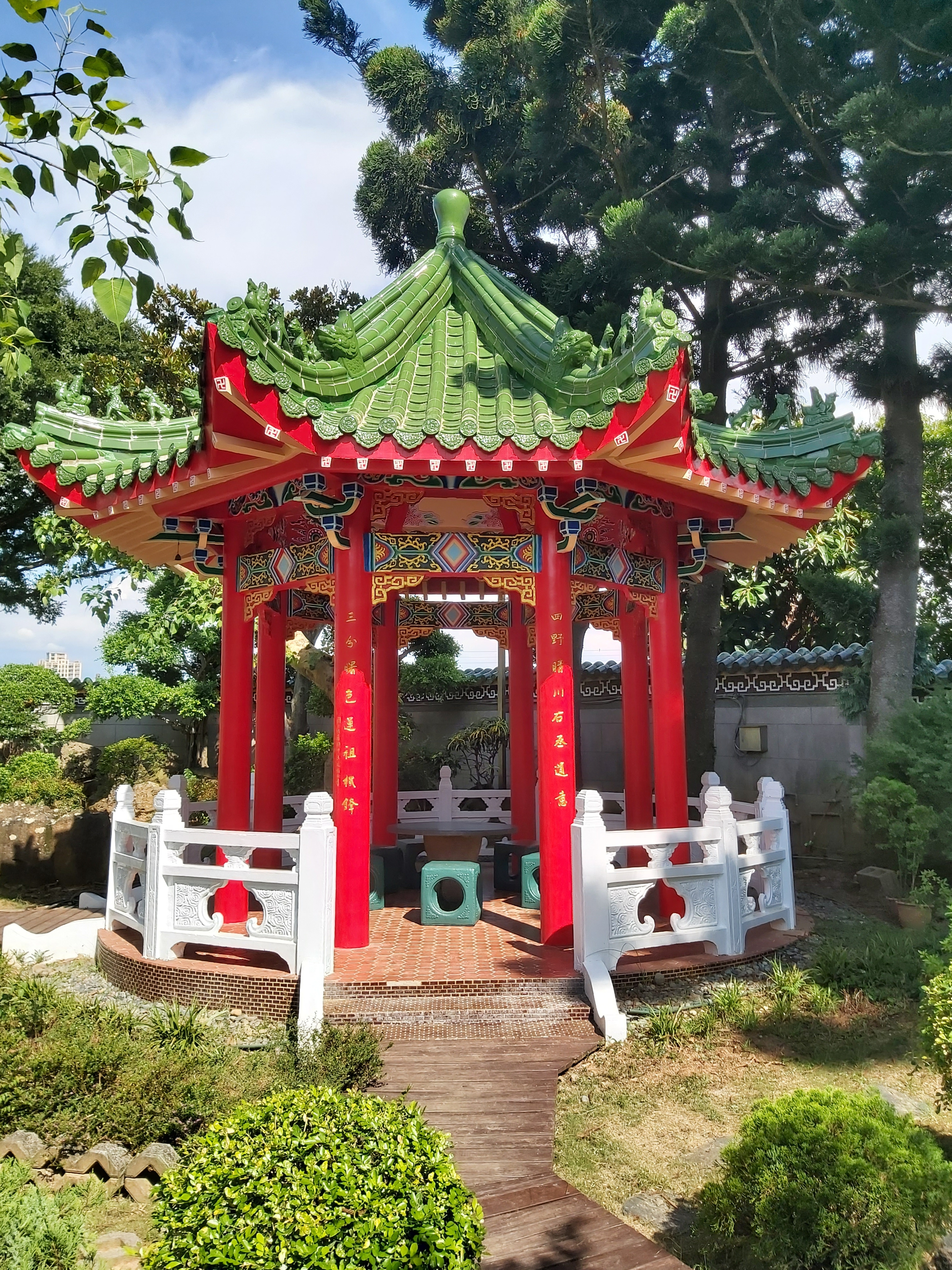
涼亭
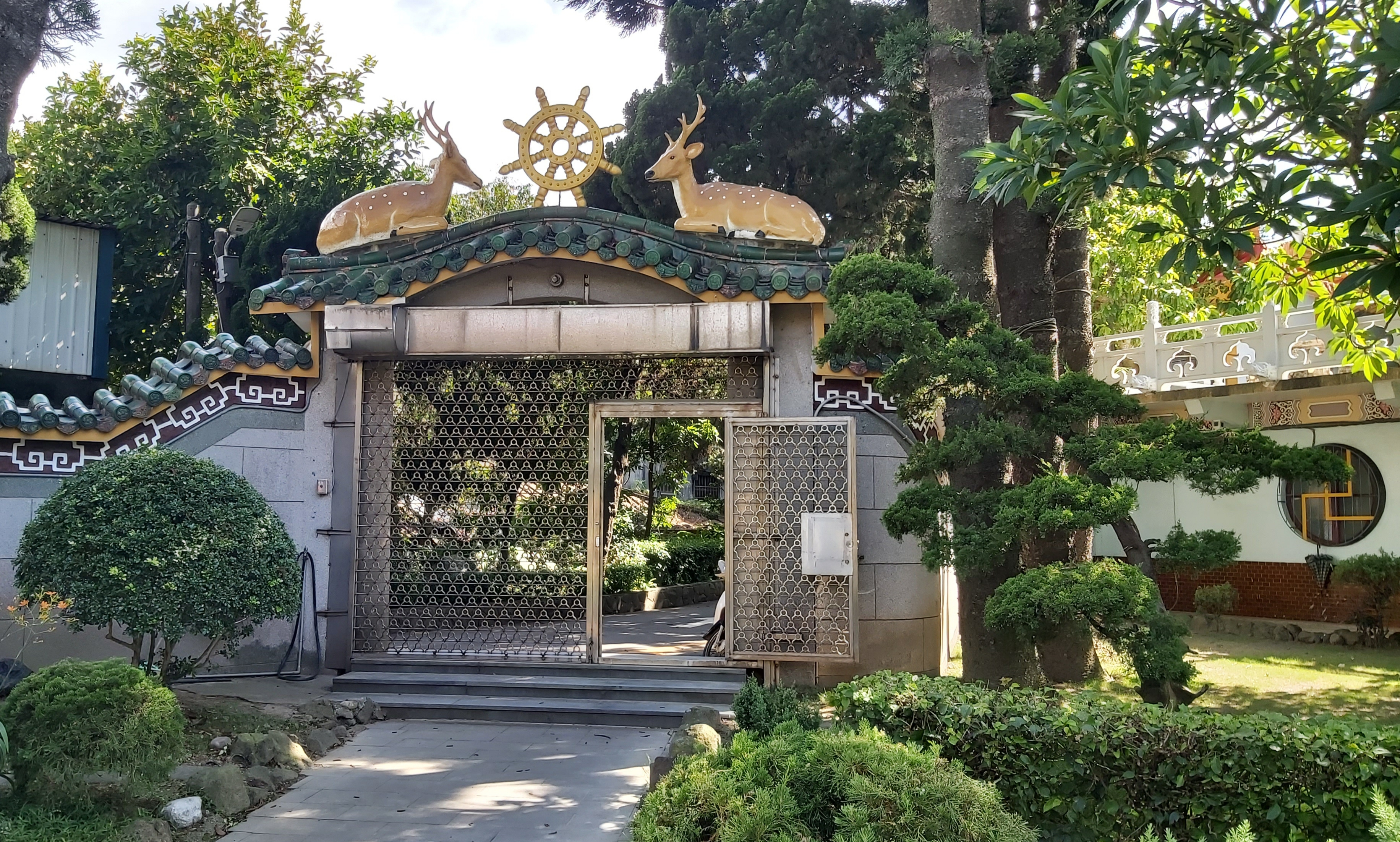
側門

大雄寶殿殿內供奉「華嚴三聖」釋迦牟尼佛、文殊菩薩、普賢菩薩，迦葉、阿難兩尊者立於兩旁，大殿下方為「正道講堂」，平時為女眾早晚課誦的空間、假日為居士供修場所；後殿功德堂供奉西方三聖、地藏王菩薩、目犍連尊者，主要提供該寺信眾奉安祖先牌位。禪寺大寮、五觀堂、教室、寮房可容納百餘人。

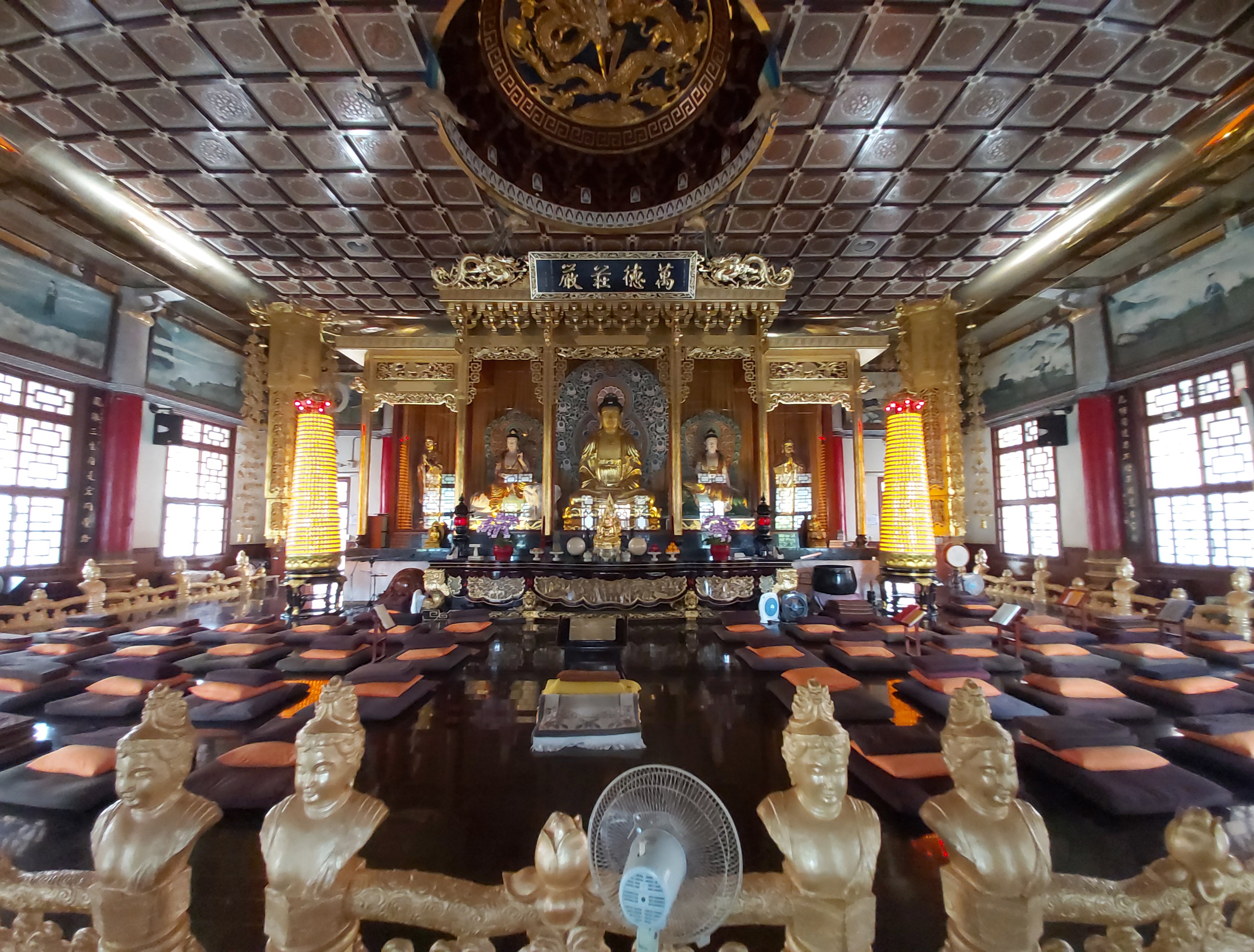
大雄寶殿室內
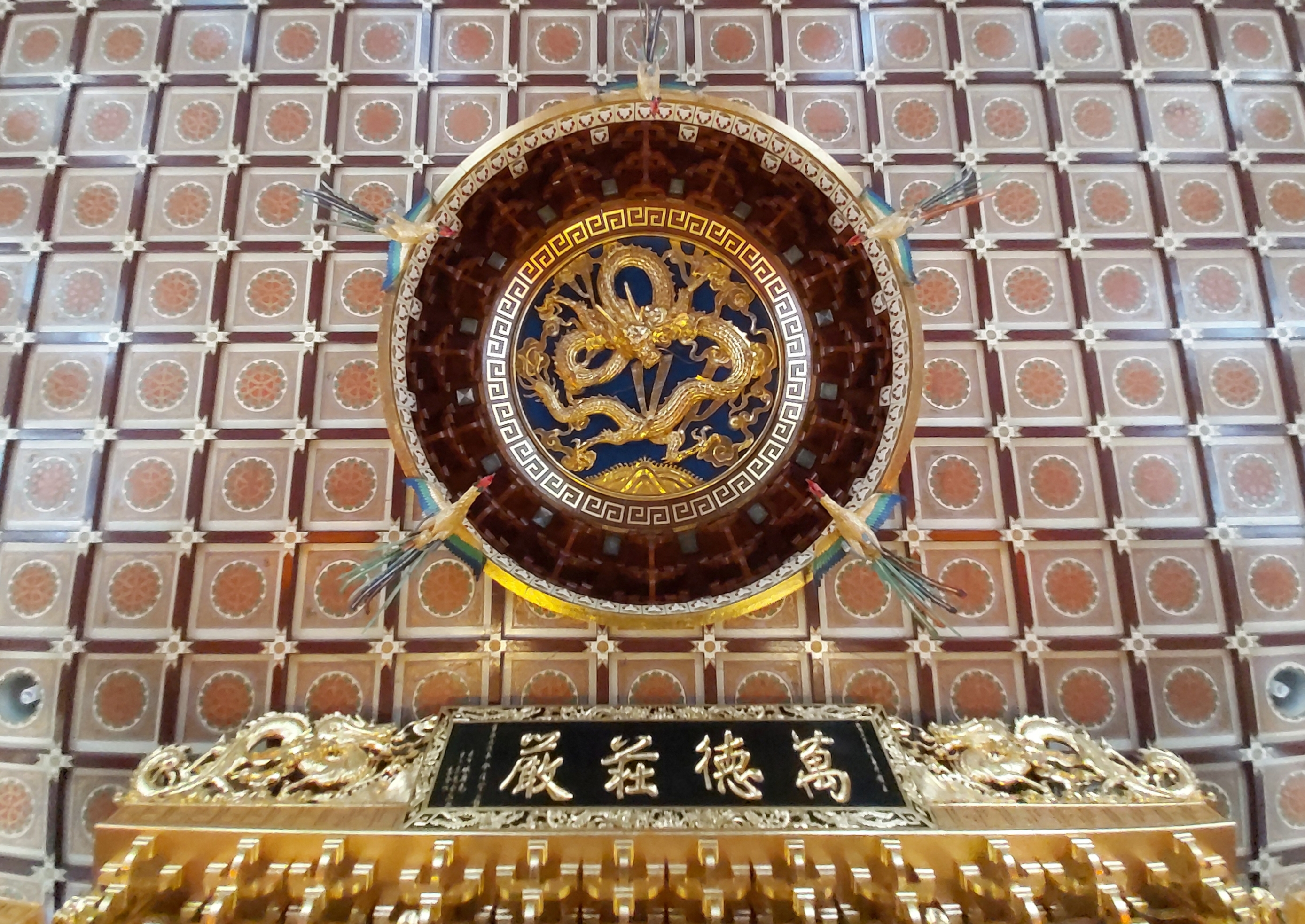
大殿藻井
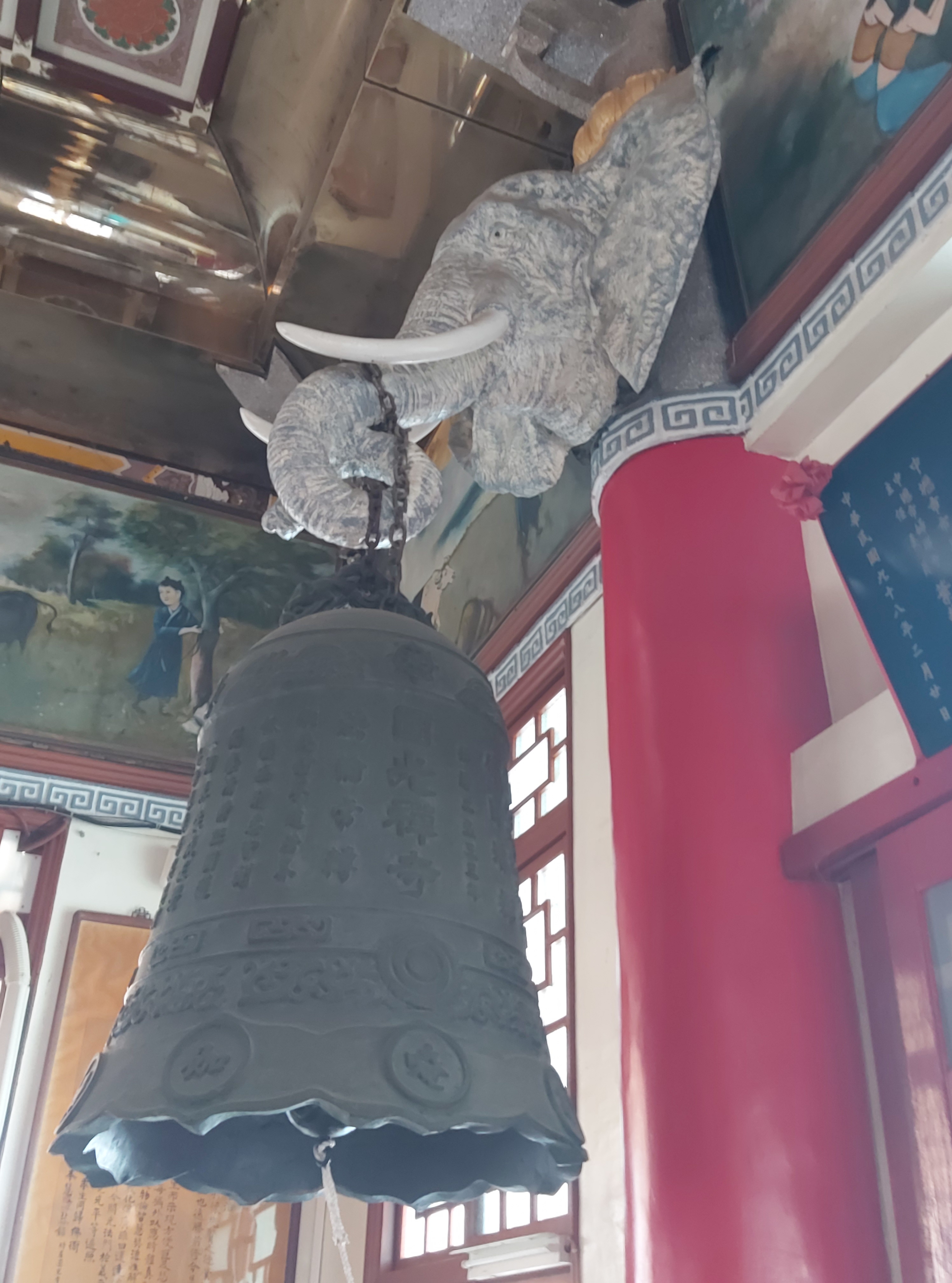
吊鐘
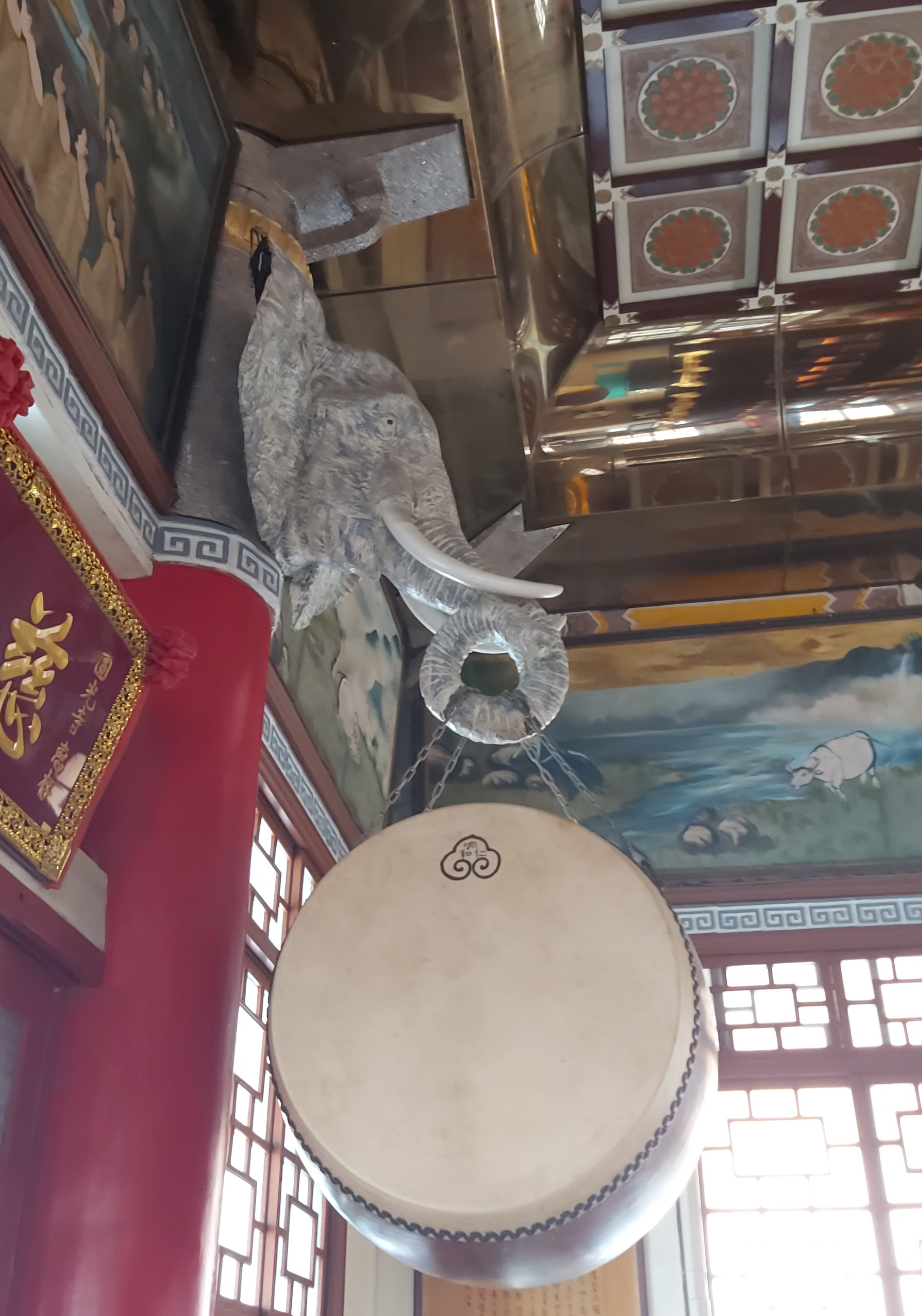
懸鼓

- 功德堂
- 開山堂、魚池
- 寮房

### 圓光佛學院（校本部）
民國七十七年（1988）為因應容納更多來自世界各地的年青學子，在圓光禪寺以西約一公里處增置四甲餘地成立『圓光佛學院』校本部學區。不但學子們有更寬廣的學習空間，人數亦增至百餘人。民國七十九年，將初級班、高級班的學制變更為初中部、高中部、和大學部。民國八十七年，學院邁入第十四屆招生，學生總人數已達三百餘位。民國九十七年（2008） 如悟法師宏願深遠，多年來亦期望成立男眾佛學館，終於在民國九十七年四月『圓光男眾佛學館』圓滿地開光落成。復學至今，已邁入二十餘年頭，圓光佛學院的教育體制至此臻備完善。

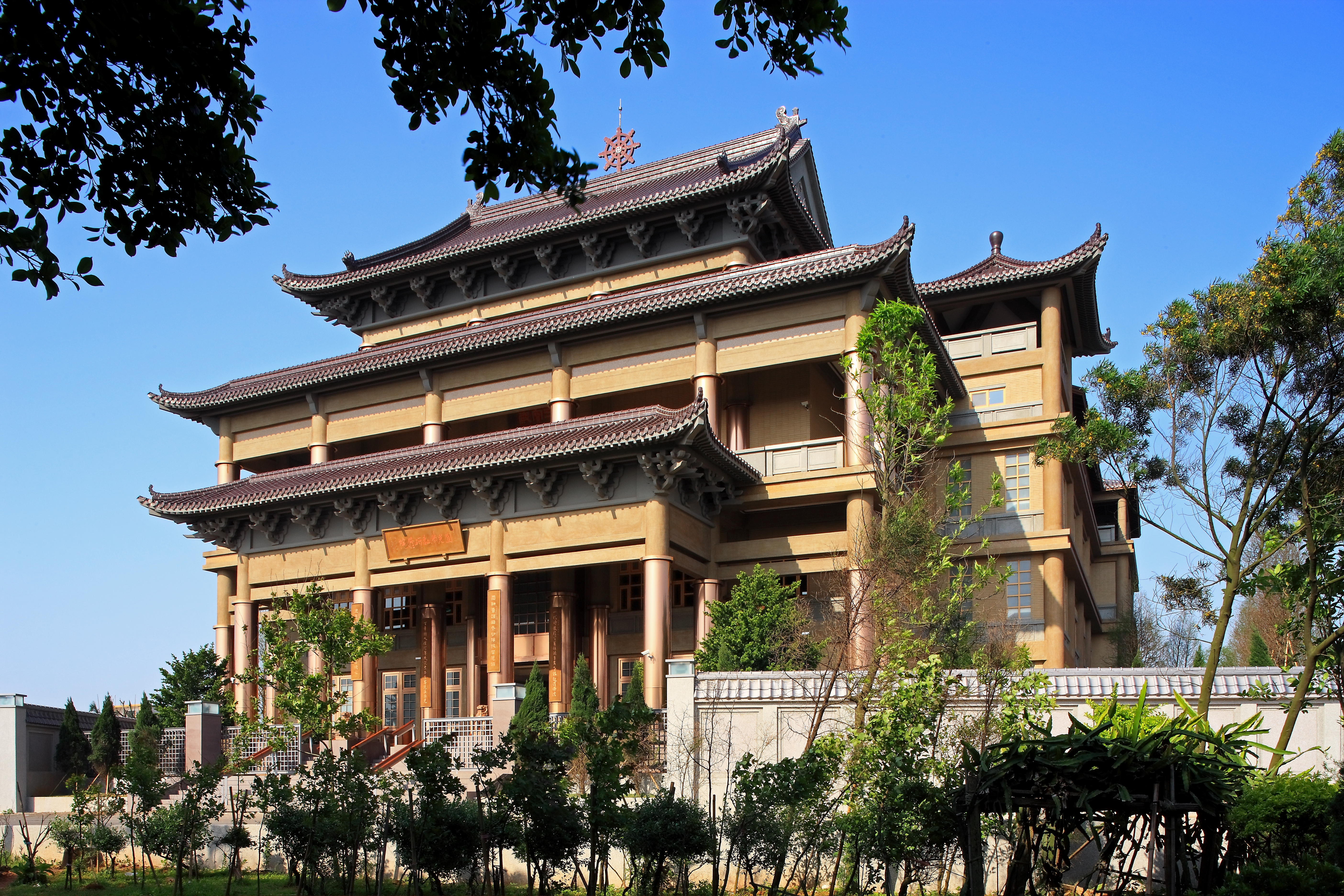
男眾佛學館外觀

民國一零一年（2012）創建文為教弘法化育圓光弘化文教館，性尚法師持守祖師「弘法由人，度僧為最」之智慧，結合如悟院長教育僧才之大願，繼續籌募建立此館，提供圓光禪寺、圓光佛學院、圓光佛學研究所更完善的教學空間。未來將擴大提供更多社會教育功能，為桃園地區的文化地標點亮出更燦爛的光芒文教弘化館內，除了多元化的空間規劃之外，在設計上緊扣佛教精神內涵，讓佇立者能細細琢磨，忘我於法林禪境之中。

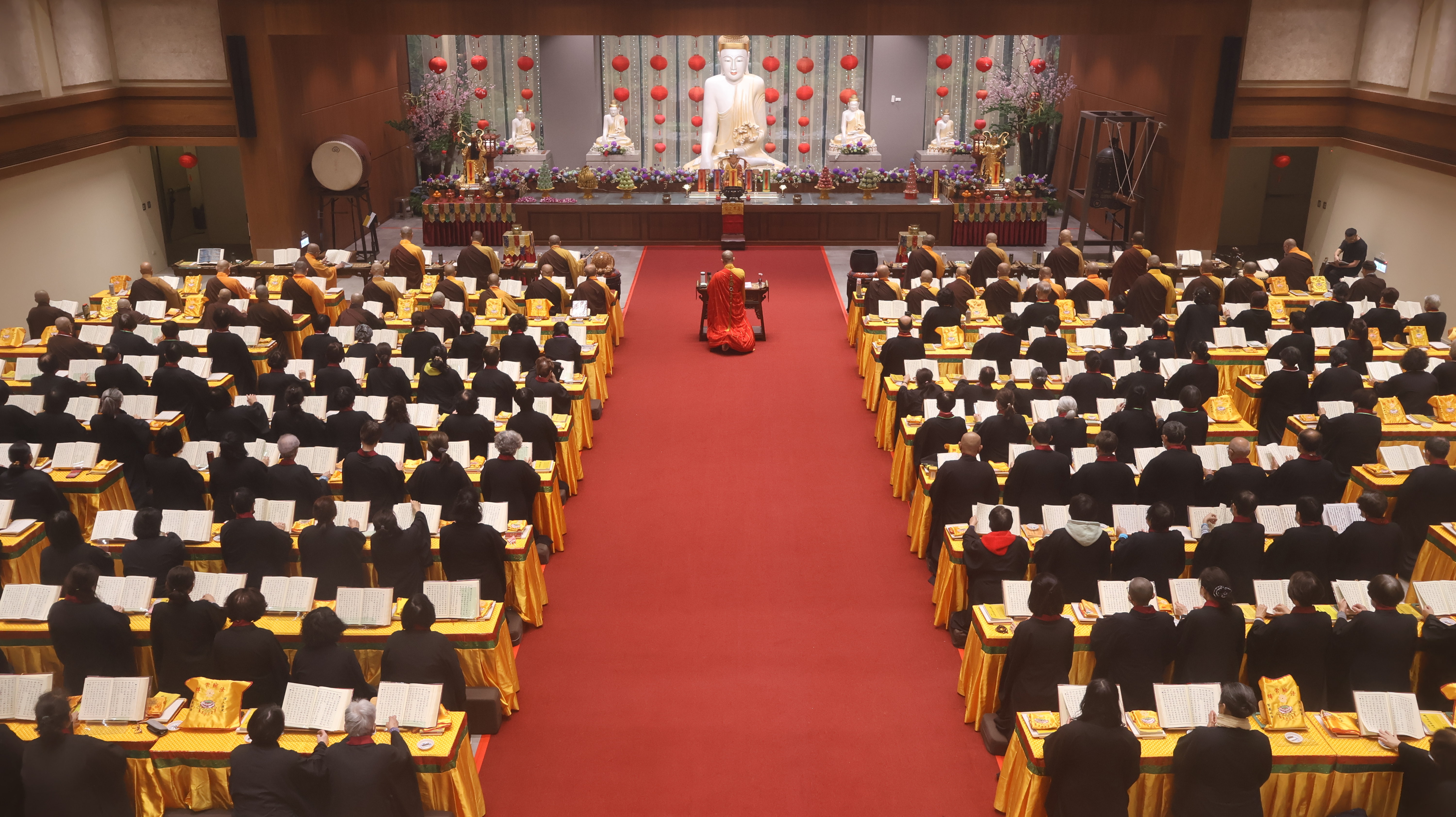
2025水陸法會於正覺堂

七樓為華嚴殿，殿側是韋馱菩薩與伽藍菩薩畫像，殿內供奉華嚴三聖，上方三面牆有藝術家劉家正老師一筆一畫的「善財童子五十三參」彩繪，道盡善財童子實踐與修持佛法的歷程，整個殿堂充滿著宗教視覺美感與寧靜氛圍；三聖臺下左右有迦葉尊者和阿難尊者立像，與三聖中文殊菩薩、普賢菩薩的智慧與普行相呼應著。六樓湧泉圖書館於民國113年正式對外啟用，圖書館內擁有大量而豐富多樣的相關佛教書籍、刊物、數位典藏等資源，不少文獻罕見而齊全，有著完整佛教文獻圖書館。並設有閱覽區、親子共讀區、多媒體數位典藏查詢處等，提供民眾閱讀空間，以及借閱使用。

## 外部連結
- 圓光禪寺官網
- 圓光禪寺& 圓光佛學院的Facebook專頁